# Pierre Couderc (scénariste)
Pour les articles homonymes, voir Pierre Couderc et Couderc.
Pierre Couderc (né le 18 novembre 1896 à Paris, mort le 6 octobre 1966 à Santa Monica) est un scénariste, acteur, réalisateur et producteur français du cinéma américain.
Il a écrit le scénario de 24 films entre 1925 et 1930.

## Filmographie

### Comme acteur
- 1914 : The Patchwork Girl of Oz
- 1914 : The Magic Cloak of Oz
- 1914 : His Majesty, the Scarecrow of Oz
- 1921 : Terror Trail
- 1923 : Cœurs givrés
- 1925 : Fighting Fluid
- 1934 : Le Monde en marche

### Comme scénariste
- 1925 : Silent Sheldon
- 1927 : Le Fils de Kid Roberts (On Your Toes) de Fred C. Newmeyer
- 1927 : C'est mon papa!
- 1929 : College Love
- 1930 : Captain Thunder

### Comme réalisateur
- 1931 : La Piste des géants (The Big Trail)

### Comme producteur
- 1960 : I'll Give My Life